# Seznam skladatelů vážné hudby, B
Seznam skladatelů vážné hudby podle abecedy:
A – B –
C – Č –
D – E – 
F – G –
H – Ch –
I – J –
K – L –
M – N –
O – P –
Q – R –
Ř – S –
Š – T –
U – V –
W – X –
Y – Z –
Ž

## Ba
- Oystein Baadsvik (1966)
- Arno Harutyuni Babadžanjan (1921–1983)
- Andrej Babajev (1923–1964)
- Milton Babbitt (1916–2011)
- William Babell (1690–1723)
- Thomas Babou (1656–1740)
- František Babušek (1905–1954)
- Ignacio Baca-Lobera (1957)
- Luis Bacalov (1933)
- Salvador Bacarisse (1898–1963)
- Hippolito Baccusi (1550–1609)
- Vytautas Bacevičius (1905–1970)
- Grazyna Bacewicz (1909–1969)
- Sven Erik Bäck (1919–1994)
- Agathe Backer Grondahl (1847–1907)
- Hjalmar Backman (1882–1935)
- Ernst Bacon (1898–1990)
- Joao de Badajos (1520?–?)
- Tekla Badarzewska/Baranowska (1834–1861)
- Conrad Baden (1908–1989)
- Carlo Agostino Badia (1672–1738)
- Henk Badings (1907–1987)
- Kari Baek (1950)
- Ernst Baeker (1866–1944)
- Carl Baermann (1810–1885)
- August Baeyens (1895–1966)
- Julius Bagge (1844–1890)
- Pavol Bagin (1933–2013)
- Carlos Baguer (1768–1808)
- Carl Philipp Emanuel Bach (1714–1788)
- Georg Christoph Bach (1642–1697)
- Heinrich Bach (1615–1692)
- Jan Bach (1937)
- Johann Bach (1604–1673)
- Johann Bernhard Bach (1676–1749)
- Johann Ernst Bach (1722–1777)
- Johann Christian Bach (1735–1782)
- Johann Christoph Bach (1642–1703)
- Johann Christoph Friedrich Bach (1732–1795)
- Johann Ludwig Bach (1677–1731)
- Johann Michael Bach (1648–1694)
- Johann Nicolaus Bach (1669–1753)
- Johann Sebastian Bach (1685–1750)
- Leonhard Emil Bach (1849–1902)
- Maria Bach (1896–1978)
- Wilhelm Friedemann Bach (1710–1784)
- Wilhelm Friedrich Ernst Bach (1759–1845)
- Francis Edward Bache (1833–1858)
- Daniel Bacheler (1572–1619)
- Alfred Bachelet (1864–1944)
- Gottlob Bachmann (1763–1840)
- Milan Báchorek (1939)
- Sigmund Bachrich (1841–1913)
- Anton Bachschmidt (1728–1797)
- Joanna Bailie (1973)
- Paul Baillargeon (1944)
- Luigi de Baillou (1735–1809)
- Edgar Leslie Bainton (1880–1956)
- Tadeusz Baird (1928–1981)
- Edward C. Bairstow (1874–1946)
- Feliksas Bajoras (1934)
- Břetislav Bakala (1897–1958)
- George C. Baker (1951)
- Michael Conway Baker (1937)
- Bálint Bakfark (1530–1576)
- Ruth Bakke (1947)
- Jozsef Bakki (1940–1981)
- Petr Bakla (1980)
- Robert Baksa (1938)
- Leonardo Balada (1933)
- Osvaldas Balakauskas (1937)
- Milij Alexejevič Balakirev (1837–1910)
- David Balakrishnan (1954)
- George Balanchine (1904–1983)
- Sergej Artemjevič Balasanjan (1902–1862)
- Sandor Balassa (1935)
- Antonín Balatka (1895–1958)
- Guillaume Balay (1871–1943)
- Arpad Balazs (1937)
- Claude Balbastre (1727–1799)
- Melchiore Balbi (1796–1879)
- Milan Balcar (1886–1954)
- Pietro Baldassari (1683–1768)
- Giuseppe Balducci (1796–1845)
- Tryggvi M. Baldvinsson (1965)
- Michael William Balfe (1808–1870)
- Carlo Baliani (1680–1747)
- Simon Balicourt (1752–?)
- Jean Balissat (1936–2007)
- Robert Ballard (1527–1588)
- Robert Ballard (1572–1650)
- Francesco Ballarotti (1660–1712)
- Carl Christian Nicolaj Balle (1806–1855)
- Bernardino Balletti (?–1568)
- Karel Balling (1889–1972)
- Teodoro Ballo Tena (1866–1962)
- Luc Balmer (1898–1995)
- Erno Balogh (1897–1989)
- Simone Balsamino (?–1607)
- Harald Balslev (1867–1952)
- Thomas Baltzar (1631–1663)
- Alberto Balzanelli (1941)
- Alain Bancquart (1934)
- Jaco do Bandolim (1918–1969)
- Ros Bandt (1951)
- Sergej Banevič (1941)
- Emilius Bangert (1883–1962)
- Adriano Banchieri (1568–1634)
- Gyula Bankovi (1966)
- Don Oscar Banks (1923–1980)
- Tony Banks (1950)
- Akos Banlaky (1966)
- Gennadij Banščikov (1943)
- Harald Banter (1930)
- Granville Bantock (1868–1946)
- Seymour Barab (1921)
- Křesimil Baranovič (1894–1975)
- Iszek Baraque alias František Chaloupka (1981)
- Joseph Edouard Barat (1882–1963)
- George Barati (1913–1996)
- Bartolomeo Barbarino (1568–1617)
- Helmut Barbe (1927)
- Emanuele Barbella (1718–1777)
- Francesco Barbella (1692–1733)
- Samuel Barber (1910–1981)
- Giulio Cesare Barbetta (1540–1603)
- René Barbier (1890–1981)
- Carlo Emanuele de Barbieri (1822–1867)
- Francisco Asenjo Barbieri (1823–1894)
- Jacobus Barbireau (1455–1491)
- Jacques Barbireau (1408–1491)
- Ramon Barce (1928–2008)
- Ioseb Bardanashvili (1948)
- Lajos Bárdos (1899–1986)
- Soren Barfoed (1950)
- Woldemar Bargiel (1828–1897)
- Zbigniev Bargielski (1937)
- Siegfried Barchet (1918–1982)
- Bruno Barilli (1880–1952)
- Vytautas Barkauskas (1931)
- John Edmond Barkworth (1858–1929)
- Clarence Barlow (1945)
- David Frederick Barlow (1927–1975)
- Fred Barlow (1881–1951)
- Samuel Barlow (1892–1982)
- Stephen Barlow (1954)
- Wayne Barlow (1912–1996)
- Heinrich Joseph Barmann (1784–1847)
- Charlotte Alington Claribel Barnard (1830–1869)
- John Barnard (1948)
- Milton Barnes (1931–2001)
- John Barnett (1802–1890)
- John Francis Barnett (1837–1916)
- Ernst Gottlieb Baron (1696–1760)
- Julia Baroni-Cavalcabo (1813–1887)
- Elsa Barraine (1910–1999)
- Henry Barraud (1900–1997)
- Gómez Enrique Barrera (1844–1922)
- Natasha Barrett (1972)
- Richard Barrett (1959)
- Etienne-Bernard-Joseph Barriere (1748–1816)
- Jean Barriere (1707–1747)
- Angel Barrios (1882–1964)
- Agustin Barrios Mangore (1885–1944)
- Angel Barrios-Fernandez (1882–1964)
- Gerald Barry (1952)
- John Barry (1933-2011)
- Francesco Barsanti (1690–1772)
- Rubens Barsotti (1932)
- Jiří Bárta (1935)
- Josef Bárta (1744–1805)
- Lubor Bárta (1928–1972)
- Vincenc Barták (1797–1861)
- András Bartay (1798–1856)
- Wolfgang von Bartels (1883–1938)
- Juan Barter (1648–1706)
- Hans Barth (1897–1956)
- Christian Frederik Barth (1787–1861)
- Richard Barth (1850–1923)
- Grat-Norbert Barthe (1828–1898)
- Francois-Hippolyte Barthélémon (1741–1808)
- John Bartlet (1606–1610)
- Béla Bartók (1881–1945)
- Erasmo di Bartolo (1606–1656)
- Angelo Michele Bartolotti (?–1668)
- Bruno Bartolozzi (1911–1980)
- Domenico Bartolucci (1917–2013)
- Eduard Bartoníček (1855–1915)
- Hanuš Bartoň (1960)
- František Bartoš (1905–1973)
- Jan Zdeněk Bartoš (1908–1981)
- Josef Bartoš (1861–1924)
- Josef Bartoš (1902–1966)
- Zdeněk Bartošík (1974)
- Josef Bartovský (1884–1964)
- Vilém Barvič (1841–1892)
- Miroslav Barvík (1919–1998)
- Karel Barvitius (1893–1949)
- Karel Josef Barvitius (1864–1937)
- Jana Bařinková (1981)
- Fritz Baselt (1863–1931)
- Abramo Basevi (1818–1885)
- Leonid Bashmakov (1927)
- Francesco Basili (1767–1850)
- Philippe Basiron (1449–1491)
- Veniamin Yefimovich Basner (1925–1996)
- Roderich Bass (1873–1933)
- Giovanni Battista Bassani (1650–1716)
- Orazio Bassani (1550–1615)
- Giovanni Bassano (1560–1617)
- Lorenzo Basseggio (1660–1714)
- Leslie Bassett (1923)
- Giannoto Bastianelli (1883–1927)
- Karel Bastl (1873–1918)
- John Baston (1708–1739)
- Josquin Baston (1527–1578)
- Józef Baszny (?–1862)
- Gabriel Bataille (1575–1630)
- William Bates (~1740–~1780)
- Hubert Bath (1883–1945)
- Luca Bati (~1550–1608)
- Charles Baton (1733–1758)
- Rhene Emmanuel Baton (1879–1940)
- Adrian Batten (1591–1637)
- Jonathan Battishill (1738–1801)
- Giacomo Battistini (1665–1719)
- Désiré-Alexandre Batton (1798–1855)
- Marion Eugénie Bauer (1882–1955)
- Robert Bauer (1950)
- Ross Bauer (1951)
- Hans Bauernfeind (1908–1985)
- Alison Bauld (1944)
- Karlis Baumanis (1834–1904)
- Erik Baumann (1889–1955)
- Herbert Baumann (1925)
- Max Georg Baumann (1917–1999)
- Karl Friedrich Baumgarten (1740–1824)
- Jurg Baur (1918–2010)
- Julian Bautista (1901–1961)
- Karel Bautzký (1862–1919)
- Arnold Bax (1883–1953)
- Rudolf Bay (1791–1856)
- Josef Bayer (1852–1913)
- Tomislav Baynov (1958)
- Paul Bazelaire (1886–1958)
- Irwin Bazelon (1922–1995)
- Francois Bazin (1816–1878)
- Miroslav Bázlik (1931)
- Antonio Bazzini (1818–1897)
- Jaromír Bažant (1926–2009)

## Be
- Amy Beach (1867–1944)
- John Parsons Beach (1877–1953)
- Jeff Beal (1963)
- Sally Beamish (1956)
- Paul E. Beaudoin (1960)
- Désiré Beaulieu (1791–1863)
- Amedee de Beauplan (1790–1853)
- Jacques-Marie Beauvarlet-Charpentier (1766–1834)
- Jean-Jacques Beauvarlet-Charpentier (1734–1794)
- Jack Beaver (1900–1963)
- Gilbert Bécaud (1927–2001)
- Giuseppe Becce (1881–1973)
- Gustavo Becerra (1925–2010)
- Franz Ignaz Beck (1734–1809)
- Albert Becker (1834–1899)
- Constantin Julius Becker (1811–1859)
- Dietrich Becker (1623–1679)
- John Joseph Becker (1886–1961)
- Reinhold Becker (1842–1924)
- Johann Friedrich Gottlieb Beckmann (1737–1792)
- Max Beckschafer (1952)
- John Beckwith (1750–1809)
- John Beckwith (1927)
- Antonín František Bečvařovský (1754–1823)
- Denis Bedard (1950)
- Herbert Bedford (1867–1945)
- Antonín Bednář (1896–1949)
- Jan Bedřich (1932)
- Johannes Bedyngham (1422–1460)
- Norma Beecroft (1934)
- Gordon Beeferman (1967)
- Anton Beer-Walbrunn (1864–1929)
- Jack Beeson (1921–2010)
- Ludwig van Beethoven (1770–1827)
- Louis-Abel Beffroy de Reigny (1757–1811)
- Grant Beglarian (1927–2002)
- Michel Beheim (1420–1479)
- Fritz Behm (1889–1972)
- Hermann Behr (1882–1958)
- Sigfried Behrend (1933–1991)
- Hossein Behroozi (1962)
- Ernst Bechert (1958)
- Julius Bechgaard (1843–1917)
- Curt Beilschmidt (1886–1962)
- Carl Beines (1869–1950)
- Jean Pascal Beintus (1966)
- Istvan Bekeffi (1901–1977)
- Sadao Bekku (1922–2012)
- Louis Noel Belaubre (1932)
- Allan Gordon Bell (1953)
- Elizabeth Bell (1928)
- Larry Bell (1952)
- William Henry Bell (1873–1946)
- Ján Bella (1843–1936)
- Ján Levoslav Bella (1843–1936)
- Raffaele Bellafronte (1961)
- Domenico Belli (1590–1627)
- Paulo Bellinati (1950)
- Vincenzo Bellini (1801–1835)
- Paolo Benedetto Bellinzani (1690–1757)
- Simeon Bellison (1883–1953)
- Carl Michael Bellman (1740–1795)
- Jean Francois Victor Bellon (1795–1869)
- Louie Bellson (1924)
- Karel Bělohoubek (1942–2016)
- Sergej Beltiukov (1956)
- Herbert Belyea (1917–2001)
- Herman Bemberg (1859–1931)
- Ofer Ben-Amots (1955)
- Ralph Benatzky (1884–1957)
- Felix Benda (1708–1768)
- František Benda (1709–1786)
- Friedrich Benda (1745–1814)
- Friedrich Ludwig Benda (1752–1792)
- Jan Jiří Benda (1713–1752)
- Jan Jiří Benda (otec) (1686–1757)
- Jiří Antonín Benda (1722–1795)
- Josef Benda (1724–1804)
- Karl Hermann Heinrich Benda (1748–1836)
- Victor Bendix (1851–1926)
- Karel Bendl (1838–1897)
- Julius Benedict (1804–1885)
- Antonio Peregrino Benelli (1771–1830)
- Orazio Benevoli (1605–1672)
- Joseph Bengraf (1745–1791)
- Xavier Benguerel (1931)
- Paul Ben-Haim (1897–1984)
- Angelo Maria Benincori (1779–1821)
- Arthur Benjamin (1893–1960)
- George Benjamin (1960)
- Heinz Benker (1921–2000)
- John Bennet (1575–1614)
- Richard Rodney Bennett (1936)
- Robert Russel Bennett (1894–1981)
- William Sterndale Bennett (1816–1875)
- Francois Benoist (1794–1878)
- Paul Benoit (1893–1979)
- Peter Benoit (1834–1901)
- Pascal Bentoiu (1927)
- Jorgen Bentzon (1897–1951)
- Niels Viggo Bentzon (1919–2000)
- Giacomo Benvenuti (1885–1943)
- Nicola Benvenuti (1783–1867)
- Tommasso Benvenuti (1838–1906)
- Jan Beránek (1813–1863)
- Pierre Jean de Beranger (1780–1857)
- Angelo Berardi (1636–1694)
- Cathy Berberian (1925–1983)
- Hermann Berens (1826–1880)
- Maxim Sozontovič Berezovskij (1745–1777)
- Alban Berg (1885–1935)
- George Berg (1735–1775)
- Gunnar Berg (1909–1989)
- Isak Albert Berg (1803–1886)
- Josef Berg (1927–1971)
- Natanael Berg (1879–1957)
- Olav Berg (1949)
- Hakon Berge (1954)
- Hugues de Berge (1170–1228)
- Sigurd Berge (1929–2002)
- Arthur Berger (1912–2003)
- Francesco Berger (1834–1933)
- Jean Berger (1909–2002)
- Jonathan Berger (1954)
- Theodor Berger (1905–1992)
- Andreas Peter Berggreen (1801–1880)
- Arthur Bergh (1882–1962)
- Nicolas-Antoine Bergiron (1690–1768)
- Erik Bergman (1911–2006)
- Josef Adolf Bergmann (1822–1901)
- William Bergsma (1921–1994)
- Michal Bergson (1820–1898)
- August Bergt (1771–1837)
- Jacquet de Berchem (1505–1567)
- Luciano Berio (1925–2003)
- Charles Auguste de Bériot (1802–1870)
- Ladislav Berka (1910–1966)
- Lennox Berkeley (1903–1989)
- Michael Berkeley (1948)
- Jiří Berkovec (1922–2008)
- Anton Berlijn (1817–1870)
- Irving Berlin (1888–1989)
- Herman Berlinski (1910–2001)
- Gabriel Pierre Berlioz (1916–1982)
- Hector Berlioz (1803–1869)
- Ercole Bernabei (1622–1687)
- Giuseppe Antonio Bernabei (1649–1732)
- Miguel Bernal Jimenez (1910–1956)
- Moric Matvej Bernard (1794–1871)
- Robert Bernard (1900–1971)
- Bartolomeo Bernardi (1660–1732)
- Stefano Bernardi (1585–1636)
- Marcello Bernardini (1740–1799)
- Bernart de Ventadorn (1130–1190)
- Andrea Bernasconi (1706–1784)
- Gerald Hugh Tyrwhitt-Wilson, 14th Baron Berners (1883–1950)
- Christoph Bernhard (1628–1692)
- Elmer Bernstein (1922–2004)
- Leonard Bernstein (1918–1990)
- Wallace Berry (1928–1921)
- Blagoje Bersa (1873–1934)
- Seweryn Bersom (1858–1917)
- Antonio Bertali (1605–1669)
- John Bertalot (1931)
- Heinrich Berté (1857–1924)
- Sándor Bertha (1843–1912)
- Jacques Berthier (1923–1994)
- Marc Berthomieu (1906–1991)
- Giovanni Pietro Berti (?–1638)
- Louise-Angélique Bertin (1805–1877)
- Thomas Bertin de la Doué (1680–1745)
- Auguste Bertini (1780–1830)
- Henri Bertini (1798–1876)
- Louise-Angélique Bertinová (1805–1877)
- Giovanni Antonio Bertoli (1598–1645)
- Vincenzo Bertolusi (1550–1608)
- Henri François Berton (1784–1832)
- Henri-Montan Berton (1767–1844)
- Pierre-Montan Berton (1727–1780)
- Ferdinando Bertoni (1725–1813)
- Georg von Bertouch (1668–1743)
- Anthoine de Bertrand (1540–1582)
- Arturo Berutti (1862–1938)
- Pablo Berutti (1866–1914)
- Franz Berwald (1796–1868)
- Johan Fredrik Berwald (1787–1861)
- William Berwald (1864–1948)
- Jean Baptiste Besard (1567–1617)
- Alessandro Besozzi (1702–1793)
- Carlo Besozzi (1738–1791)
- Besozzi Gaetano (1727–1794)
- Thomas Bethune (1849–1908)
- Bruno Bettinelli (1913–2004)
- Lorne Betts (1918–1985)
- Thomas Beveridge (1938)
- Thomas Beversdorf (1924–1981)
- Enrico Bevignani (1841–1903)
- Buyuk Osman Bey (1816–1885)
- Cemil Bey (1873–1916)
- Louis Beydts (1895–1953)
- Ferdinand Beyer (1803–1863)
- Johanna Magdalena Beyer (1888–1944)
- Jiří Bezděk (1961)

## Bi
- Girolamo Alessandro Biaggi (1819–1897)
- Günter Bialas (1907–1995)
- Antonio Bianchi (1758–1817)
- Francesco Bianchi (1752–1810)
- Antonio Bibalo (1922–2008)
- Heinrich Biber (1644–1704)
- Carl Heinrich Biber (1681–1749)
- Franz Xaver Biebl (1906–2001)
- Ignatius Biechteler (1701–1767)
- Josef Ignaz Bieling (1735–1814)
- Gottlob Benedikt Bierey (1772–1840)
- Diogenio Bigaglia (1676–1745)
- Hayes Biggs (1957)
- Janos Bihari (1764–1827)
- Henh Bijvanck (1909–1969)
- Satyro Bilhar (1860–1910)
- Vincenzo Billi (1869–1938)
- William Billings (1746–1800)
- Thomas Billington (1754–1832)
- Alberto Bimboni (1882–1960)
- Abraham Wolf Binder (1865–1967)
- Carl Binder (1816–1860)
- Judith Bingham (1952)
- Seth Daniels Bingham (1882–1972)
- Gilles de Bins dit Binchois (1400–1460)
- Pasquale Bini (1716–1770)
- Stanislav Binicki (1872–1942)
- Antonio Bioni (1698–1739)
- Arthur Bird (1856–1923)
- Jurij Birjukov (1908–1976)
- Ludvig Birkedal-Barfod (1850–1937)
- Harrison Birtwistle (1934)
- Henry Bishop (1786–1855)
- Hermann Bischoff (1868–1936)
- Prospero Bisquertt (1881–1959)
- Marcel Bitsch (1921)
- Martino Bitti (1656–1743)
- Julius Bittner (1874–1939)
- Cesare Andrea Bixio (1898–1978)
- Georges Bizet (1838–1875)

## Bj–Bl
- Bruno Bjelinski (1909–1992)
- Jens Bjerre (1903–1986)
- Ulf Björlin (1933–1993)
- Richard Blackford (1954)
- Andrew Blackhall (1536–1609)
- Easley Blackwood (1933)
- Ivo Bláha (1936)
- Záboj Bláha-Mikeš (1887–1957)
- Oldřich Blaha (1930–2016)
- Marie Léopoldine Blahetka (1811–1887)
- Boris Blacher (1903–1975)
- Charles Henri de Blainville (1711–1769)
- Adolfe Benoit Blaise (?–1772)
- David Blake (1936)
- Howard Blake (1938)
- Adolphe Blanc (1828–1885)
- Manuel Blancafort (1897–1987)
- Pedro Jose Blanco (1750–1811)
- Edward Bland (1926)
- Felice Blangini (1781–1841)
- Antoine dit Esprit Blanchard (1696–1770)
- Henri-Louis Blanchard (1791–1858)
- Allan Blank (1925–2013)
- Matvěj Isaakovič Blantěr (1903–1990)
- Pavel Ivanovič Blaramberg (1841–1907)
- Oskar Gottlieb Blarr (1934)
- Juan Blas de Castro (1561–1631)
- Pavel Blaschke (1885–1969)
- Manuel Blasco de Nebra (1750–1784)
- Fréderic Blasius (1758–1829)
- Josef Blatný (1891–1980)
- Pavel Blatný (1931)
- František Tadeáš Blatt (1793–1856)
- Michel Blavet (1700–1768)
- Vilém Blažek (1900–1974)
- Zdeněk Blažek (1905–1988)
- Leo Blech (1871–1958)
- Oldřich Blecha (1892–1951)
- Alexander Blechinger (1956)
- Julius Ivanovič Bleichmann (1868–1910)
- Jonathan Blewitt (1782–1853)
- Nicolaus Bleyer (1591–1658)
- Karl Bleyle (1880–1969)
- William Blezard (1921–2003)
- Bligger von Steinach (1165–1209)
- Arthur Bliss (1891–1975)
- John Blitheman (1525–1591)
- Marc Blitzstein (1905–1964)
- Jan Blockx (1851–1912)
- Vilém Blodek (1834–1874)
- André Bloch (1873–1960)
- Bloch Augustyn (1929–2006)
- Ernest Bloch (1880–1959)
- Thomas Bloch (1962)
- Karl-Birger Blomdahl (1916–1968)
- Franz von Blon (1861–1945)
- Pierre-Auguste-Louis Blondeau (1784–1865)
- Blondel de Nesle (1180–1200)
- John Blow (1649–1708)
- Robert Blum (1900–1994)
- Felix Michajlovič Blumenfeld (1863–1931)
- Harold Blumenfeld (1923–2014)
- Paul Blumenthal (1843–1930)
- Theodor Blumer (1882–1964)

## Bo
- Henryk Bobiński (1861–1914)
- Wojciech Bobowski (1610–1675)
- Juan Perez Bocanegra (1598–1631)
- Luigi Boccherini (1743–1805)
- Jerry Bock (1928–2010)
- Charles Bocquet (1570–1615)
- Philipp Friedrich Boddecker (1607–1683)
- Jehan Bodel (1165–1210)
- Erhard Bodenschatz (1576–1636)
- Sebastian Bodinus (1700–1760)
- Seoirse Bodley (1933)
- Sylvie Bodorová (1954)
- Jack Body (1944)
- August de Boeck (1865–1937)
- Ernst Boehe (1880–1938)
- Theobald Boehm (1794–1881)
- Leon Boellmann (1862–1897)
- Alexandre Pierre Francois Boely (1785–1858)
- Felipe Boero (1884–1958)
- Philippe Boesmans (1936–)
- Jean Baptiste Boesset (1614–1685)
- Anatolij Vasiljevič Bogatirjev (1913)
- Valerian Michajlovič Bogdanov-Berezovskij (1903–1971)
- Edward Boguslawski (1940)
- Josef Boháč (skladatel) (1929–2006)
- Georg Bohm (1661–1733)
- Josef František Böhm (1881–1967)
- Karel Böhm (1890–1973)
- Theobald Böhm (1794–1881)
- Oskar Böhme (1870–1938)
- Ludwig Böhner (1787–1860)
- Olga Bochihina (1980)
- Christopher Bochmann (1950)
- Charles Bochsa († 1821)
- Nicolas-Charles Bochsa (1789–1856)
- François Adrien Boieldieu (1775–1834)
- Louis Boieldieu (1815–1883)
- Rene de Boisdeffre (1834–1906)
- Joseph Bodin de Boismortier (1689–1755)
- Arrigo Boito (1842–1918)
- Miloš Bok (1968)
- Janos Boksay (1874–1940)
- William Bolcom (1938)
- Laci Boldeman (1921–1969)
- Hans Boll (1923–2016)
- Carlo Boller (1896–1952)
- Ross Bolleter (1946)
- Claude Bolling (1930)
- Per Bolstad (1875–1967)
- Giovanni Bolzoni (1841–1919)
- Petter Conrad Boman (1804–1861)
- Joao Domingos Bomtempo (1771–1842)
- Willem Frederik Bon (1940–1983)
- Ferdinando Bonazzi (1752–1832)
- Victoria Bond (1945)
- Emmanuel Bondeville (1898–1987)
- Giacinto Bondioli (1596–1636)
- Jacques Bondon (1927–2008)
- Margaret Allison Bonds (1913–1972)
- Aurelio Bonelli (1569–1625)
- Melanie Bonis (1858–1937)
- Giuseppe Boniventi (1670–1727)
- Vincenzo Bonizzi (?–1630)
- Paul Bonneau (1918–1995)
- Helge Bonnen (1896–1983)
- Eugene Macdonald Bonner (1889–1983)
- Joseph Bonnet (1884–1944)
- Giuseppe Bonno (1711–1788)
- Antonio Maria Bononcini (1677–1726)
- Giovanni Bononcini (1670–1750)
- Giovanni Maria Bononcini (1642–1678)
- Giovanni Maria Angelo Bononcini (1678–1753)
- Francesco Antonio Bonporti (1672–1749)
- Giovanno Andrea Bontempi (1624–1705)
- Johan van Boom (1807–1872)
- Edmund von Borck (1906–1944)
- Charles Bordes (1863–1909)
- Giovanni Antonio Boretti (1640–1672)
- Oscar Borg (1851–1930)
- Raul Borges (1882–1967)
- Antonio Borghese (2. pol. 18. stol.)
- Giovanni Battista Borghi (1738–1796)
- Hjalmar Borgstrom (1864–1925)
- Gaston Louis Christopher Borch (1871–1926)
- Thora Borch (1832–1923)
- Melchior Borchgrevinck (1570–1632)
- Carsten Borkowski (1965–)
- Francois Borne (1840–1920)
- Giraut de Bornelh (1140–1200)
- Achim Christian Bornhoft (1966)
- Alexandr Porfirjevič Borodin (1833–1887)
- Antonio Boroni (1738–1792)
- Antonín Borový (1755–1832)
- Felix Borowski (1872–1956)
- Hakon Borresen (1876–1954)
- Siegfried Borris (1906–1987)
- Pietro Paolo Borrono (1490–1563)
- Sergej Eduardovič Bortkevič (1877–1952)
- Dmytro Bortňanskyj (1751–1825)
- Stephane Bortoli (1956)
- Mauro Bortolotti (1926–2007)
- Daniel Börtz (1943)
- Leon Boruński (1909–1942)
- Axel Borup-Jørgensen (1924–2012)
- Adrian Borza (1967)
- Alla Borzova (1961)
- Pavel Bořkovec (1894–1972)
- Hans-Jürgen von Bose (1953)
- Giovanni Boschetto Boschetti (?–1622)
- Jean Yves Bosseur (1947)
- Marco Enrico Bossi (1861–1925)
- Renzo Bossi (1883–1965)
- Franciscus Bossinensis (1485–1535)
- Jean Joseph Bott (1826–1895)
- Cosimo Bottegari (1554–1620)
- Wolfgang Bottenberg (1930)
- Massimo Botter (1965)
- Hans Bottermund (1892–1949)
- Giovanni Bottesini (1821–1889)
- Eberhard Bottcher (1934)
- Rutland Boughton (1878–1960)
- Raimondo Boucheron (1800–1876)
- Lili Boulanger (1893–1918)
- Nadia Boulanger (1887–1979)
- Pierre Boulez (1925)
- Joseph Boulnois (1884–1918)
- Eugene Bourdeau (1850–1925)
- Louis Bourgault-Ducoudray (1840–1910)
- Derek Bourgeois (1941)
- Loys Bourgeois (1515–1559)
- Francis de Bourguignon (1890–1961)
- Yvon Bourrel (1932)
- Georges Bousquet (1818–1854)
- Pierre Bouteiller (1655–1717)
- Laurent-Francois Boutmy (1756–1838)
- Roger Boutry (1932)
- Francois Bouvart (1683–1760)
- Guy Bovet (1942)
- Giovanni Battista Bovicelli (?–1594)
- Charles Samuel Bovy-Lysberg (1821–1873)
- York Bowen (1884–1961)
- Paul Fradaric Bowles (1910–1999)
- Christian Ludwig Boxberg (1670–1729)
- Hayg Boyadjian (1938)
- William Boyce (1711–1779)
- Anne Boyd (1946)
- Brian Boydell (1917–2000)
- Peter Boyer (1970)
- Malcolm Boyle (1902–1976)
- Attila Bozay (1939–1999)
- Darijan Bozič (1933)
- Eugene Bozza (1905–1991)
- Vasil Atanas Božinov (1888–1966)

## Br
- Jaroslav Bradáč (1876–1938 )
- Ladislav Bradáč (1870–1897)
- Otakar Bradáč (1874–1924)
- William Brade (1560–1630)
- Theodor Václav Bradský (1833–1881)
- Tim Brady (1956)
- Edvard Fliflet Braein (1924–1976)
- Antonio Francisco Braga (1868–1945)
- Gaetano Braga (1829–1907)
- John Braham (1774–1856)
- Johannes Brahms (1833–1897)
- Hans Brachrogge (1602–1638)
- Caspar Joseph Branbach (1833–1902)
- Luis de Freitas Branco (1890–1955)
- Max Brand (1896–1980)
- Jose Vieira Brandao (1911–2002)
- Jan Nepomucký Kristián Brandl (1835–1913)
- Johann Evangelist Brandl (1760–1837)
- Israel Brandmann (1901–1992)
- Sy Brandon (1945)
- Ludvig Brandstrup (1892–1949)
- Jobst vom Brandt (1517–1570)
- Jan Brandts Buys (1868–1933)
- Gena Branscombe (1881–1977)
- Henry Brant (1913)
- Nikolaus Brass (1949)
- Louis Brassin (1840–1884)
- Peter Michael Braun (1936)
- Yehezkel Braun (1922)
- Walter Braunfels (1882–1954)
- Matija Bravničar (1897–1977)
- Dalibor Brázda (1921–2005)
- Reiner Bredemeyer (1929–1995)
- Tiberiu Brediceanu (1877–1968)
- Johanes Bernardus Bree (1801–1857)
- Michel Georges Bregent (1948–1993)
- Hans Brehme (1904–1957)
- Josseph Carl Breil (1870–1926)
- Peter Breiner (1957)
- Eduard Brendler (1800–1831)
- Uri Brener (1974)
- Thérése Brenet (1935)
- Tomaso Breni (1603–1650)
- Jan Josef Ignác Brentner (~1690–~1730)
- Gaston Brenta (1902–1969)
- Giulio Cesare Brero (1908–1988)
- Giuseppe Antonio Brescianello (1690–1758)
- Cesar Bresgen (1913–1988)
- Nicolae Bretan (1887–1968)
- Tomás Bretón (1850–1923)
- Johann Michael Breunich (1699–1756)
- Jean Baptiste Breval (1753–1823)
- Tor Brevik (1932–1755)
- Pierre de Breville (1861–1949)
- Havergal Brian (1876–1972)
- Giulio Briccialdi (1818–1881)
- Frank Bridge (1879–1941)
- Frederick Bridge (1844–1924)
- Wolfgang Carl Briegel (1626–1712)
- Nicolae Brindus (1935–1924)
- Allen Brings (1934–1712)
- George Frederick Bristow (1825–1898)
- Radie Britain (1903–1994)
- Estevao de Brito (1575–1641)
- Benjamin Britten (1913–1976)
- Giuseppe Ferdinando Brivio (?–1758)
- František Xaver Brixi (1732–1771)
- Jan Josef Brixi (1711–1762)
- Jeroným Brixi (1738–1803)
- Matěj Brixi (1752–1806)
- Šimon Brixi (1693–1735)
- Viktorín Ignác Brixi (1716–1803)
- Ivan Brkanovič (1906–1987)
- Howard Brockway (1870–1951)
- Max Brod (1884–1968)
- Mario Broeders (1931–1987)
- Timothy Broege (1947–1951)
- Renato Brogi (1873–1924)
- Georg Bronner (1667–1720)
- Hans Bronsart von Schellendorf (1830–1913)
- William Eduard Broome (1868–1932)
- Alfonso Broqua (1876–1946)
- Riccardo Broschi (1698–1756)
- Antonín Brosmann (1731–1798)
- Alexander Brott (1915–2005)
- Martin Broulík (1751–1817)
- Platon Brounov (1863–1924)
- Juan Leovigildo Brouwer (1939–?)
- Margaret Brouwer (1940–1924)
- Earle Brown (1926–2002)
- Elizabeth Brown (1953)
- Chris Cree Brown (1953)
- John Browne (1480–1505)
- John Lewis Browne (1864–1933)
- William Charles Denis Browne (1888–1915)
- František Brož (1896–1962)
- Chris Brubeck (1952)
- Frank Neely Bruce (1944)
- Arnold von Bruck (1500–1554)
- Anton Bruckner (1824–1896)
- Henricus Aloysius Brückner (2. pol. 17. stol.)
- Joan Brudieu (1520–1591)
- Kurt Brüggemann (1908–2002)
- Nicolaus Bruhns (1665–1697)
- Max Bruch (1838–1920)
- Gace Brule (1159–1212)
- Ignaz Brüll (1846–1907)
- Conrad Brumann (?–1526)
- Colin James Brumby (1933)
- Antoine Brumel (1460–1513)
- Pablo Bruna (1611–1679)
- Arnold Matthias Brunckhorst (1670–1725)
- Alfred Bruneau (1857–1934)
- Antonio Brunelli (1577–1630)
- Antonio Brunetti (1767?–1845?)
- Gaetano Brunetti (1744–1798)
- Giovan Gualberto Brunetti (1706–1787)
- Giuseppe Brunetti (1735–1780)
- Antonio Bartolomeo Bruni (1757–1821)
- Adolf Brunner (1901–1992)
- Victor Bruns (1904–1996)
- Mark Brunswick (1902–1971)
- Elisabetta Brusa (1954)
- Francesco Brusa (1700?–1768)
- Jevgenij Grigorjevič Brusilovskij (1905–1981)
- Bjarne Brustad (1895–1978)
- Peter Bruun (1968)
- Joanna Bruzdowicz (1943)
- Gavin Bryars (1943)
- Albertus Bryne (1621–1668)
- Józef Brzowski (1803–1888)
- Karel Bříza (1926–2001)

## Bu
- Ernest Bucalossi (1863–1933)
- Mark Bucci (1924–2002)
- Valentino Bucchi (1916–1976)
- Dudley Buck (1839–1909)
- Ole Buck (1945)
- John Buckley (1951)
- Walter Buczynski (1933)
- Alfredo Santos Buenaventura (1929)
- Antonio Buenaventura (1904–1996)
- Eivind Buene (1973)
- Pierre-Gabriel Buffardin (1690–1768)
- Vincenzo Bugeja (1805–1860)
- Simon Bucharov (1881–1955)
- Wolfram Buchenberg (1962)
- Hans Buchner (1483–1538)
- Philipp Friedrich Buchner (1614–1669)
- Gunnar Bucht (1927)
- Antonín Buchtel (1804–1882)
- Giuseppe Maria Buini (1680–1739)
- Edvard Hagerup Bull (1922)
- John Bull (1562–1628)
- Ole Bull (1810–1880)
- Antoine Bullant (1750–1821)
- Hans von Bülow (1830–1894)
- August Bungert (1845–1915)
- Revol Samuelovič Bunin (1924–1976)
- Giovanni Battista Buonamente (?–1642)
- František Bureš (1900–1959)
- John Burge (1961)
- Jarmil Burghauser (1921–1997)
- Lord John Burghersh (1784–1859)
- Johann Friedrich Franz Burgmüller (1806–1874)
- Norbert Burgmüller (1810–1836)
- Mutavakil Muzainovič Burchanov (1916–2002)
- Emil František Burian (1904–1959)
- Karel Vladimír Burian (1923–2000)
- Theodor Burkali (1975)
- Paul Burkhard (1911–1977)
- Willy Burkhard (1900–1955)
- Max Burkhardt (1871–1934)
- Franz Burkhart (1902–1978)
- Ladislav Burlas (1927–2024)
- Martin Burlas (* 1955)
- Cecil Burleigh (1885–1980)
- Harry T. Burleigh (1866–1949)
- Joachim Burmeister (1564–1629)
- Charles Burney (1726–1814)
- Francis Burt (1926–2012)
- Eldin Burton (1913–1979)
- Stephen Douglas Burton (1943)
- Bernard de Bury (1720–1785)
- Lodovico Busca (2. pol. 17. stol.)
- Alan Bush (1900–1995)
- Geoffrey Bush (1920–1998)
- Adolf Busch (1891–1952)
- Antoine Busnois (1430–1492)
- Ferruccio Busoni (1866–1924)
- Henri Büsser (1872–1973)
- Sylvano Bussotti (1931)
- Alessandro Bustini (1876–1970)
- Javier Busto (1949)
- Charles Buterne (1700–1750)
- Arthur Butterworth (1923–2014))
- George Butterworth (1885–1916)
- Max Butting (1888–1976)
- O´Brien Buttler (1870–1915)
- Ákos Buttykay (1871–1935)
- Dieterich Buxtehude (1637–1707)
- Antonio Buzzolla (1815–1871)
- Jan Bůžek (1927–2005)
- Václav Bůžek (1956)

## By
- William Byrd (1540–1623)
- Thomas Bystrom (1772–1839)
- Britta Byström (1977–1997)